# Ectoparassitosi
La ectoparassitosi è una malattia trasmessa da parassiti, che solitamente vivono sulla superficie dell'ospite.

## Patologie
Tra le ectoparassitosi comprendiamo:
- Arbovirosi
- Babesiosi
- Febbre bottonosa (tick bite fever) (Rickettsia conorii)
- Colorado tick fever
- Ehrlichiosi
- Febbre ricorrente endemica (Borellia duttonii)
- Febbre ricorrente epidemica (Borrelia recurrentis)
- Tifo epidemico (Rickettsia prowazekii)
- Filariosi (Wuchereria bancrofti, Brugia malayi)
- Leishmania (Leishmania spp.)
- Loiasi (Loa loa)
- Lyme disease (Borrelia burgodorferi)
- Malaria (Plasmodium spp.)
- Tifo murino (Rickettsia mooseri)
- Onchocerciasi (Onchocerca volvulus)
- Q fever (Coxiella burnetii)
- Rickettsialpox (Rickettsia akari)
- Rocky Mountain spotted fever (Rickettsia rickettsii)
- Scrub typhus (Rickettsia tsutsugamushi)
- Pediculosi[1]

## Terapia
Per combatterle solitamente si usa un ectoparassiticida.